# Doliops ligata
Doliops ligata là một loài bọ cánh cứng trong họ Cerambycidae.